# Braulio de Zaragoza
Braulio de Zaragoza (c. 590 – 651) fue un escritor y obispo visigodo de Zaragoza en la Hispania posromana.
Obispo de Zaragoza desde 631 a 651, en cuya sede sucedió a su hermano Juan (619-631), fue uno de los intelectuales más destacados de la España visigoda. Tuvo relación con Isidoro de Sevilla, de quien catalogó sus Etimologías, a las cuales puso títulos y dividió en capítulos. Se conservan numerosas epístolas que dan idea de la fecunda comunicación que mantuvieron.
Escribió una Vida de San Millán de la Cogolla (h. 640) y un muy valioso himno en loor del mismo santo, que está considerado como uno de los mejores poemas del periodo visigodo. Fue su discípulo Eugenio de Toledo que llegó a Zaragoza para ponerse en contacto con Braulio, y supo fundir las enseñanzas de su maestro y de Isidoro de Sevilla.
Se conservan 44 cartas de su Epistolario que, entre otras cosas, ofrecen amplia documentación sobre la cultura de su tiempo y muestran su relación con el papa Honorio I y con los reyes visigodos Chindasvinto y Recesvinto. También se le atribuyen a él las Actas de los Mártires de Zaragoza.
Acudió a los concilios V (636) y VI (638) de Toledo. Murió en Zaragoza el año 651 y fue sucedido en la diócesis episcopal de dicha ciudad por Samuel Tajón.
Aunque existen dudas sobre su canonización formal, la Iglesia católica lo incorporó al Martirologio Romano y fijó la fecha de su conmemoración para el 18 de marzo, día que llegó a celebrarse hasta, al menos, 1809. Posteriormente, la festividad se trasladó al 26 de marzo.

## Biografía
Todo lo que puede afirmarse de la vida de Braulio deriva de dos fuentes principales: sus propios escritos y los Carmina de Eugenio de Toledo. Lo que relata Ildefonso de Toledo sobre Braulio carece de valor, a juicio de los historiadores, por su imprecisión y falta de rigor.

### Entorno familiar
Si bien no existen argumentos históricos suficientes que permitan afirmar que el nombre de «Braulio» es godo o hispanorromano, sí parece pacífica en la historiografía la afirmación de que Braulio procedía de una familia hispanorromana.
Se conocen los nombres de cinco familiares de Braulio y todos son hispanorromanos. Con la excepción de su hermana Basila, los demás ocuparon cargos de responsabilidad eclesiástica. Su padre, Gregorio, fue obispo, al igual que su hermano Juan. Otro hermano, Fronimiano, fue abad. Y abadesa fue su hermana Pomponia.
La madre de Braulio pertenecía a una familia noble. Su padre Gregorio fue obispo de Osma y como tal asistió en 610 a uno de los concilios de Toledo.

### Lugar de nacimiento
No se sabe con certeza el lugar en que nació Braulio. Hay quien, suponiendo que su padre Gregorio residía en su sede episcopal de Osma, lo hace natural de dicha ciudad. Otros, pensando que Braulio y su hermano mayor, Juan, fueron obispos de Zaragoza, los hacen oriundos de la ciudad del Ebro. Y, en tercer lugar, hay quien establece el origen de esta familia hispanorromana en Gerona o sus aledaños, territorio perteneciente por entonces a la provincia tarraconense.

### Fecha de nacimiento
Los historiadores afirman que la fecha de nacimiento de Braulio debe situarse entre los años 581 y 600. Consta, por una parte, que su hermano Juan nació en 581 y que era mayor que Braulio. Y por otra, que Juan falleció en 631 a los 50 años de edad. Se sabe también que Braulio sucedió a Juan como obispo de Zaragoza el año 631 y que el IV Concilio de Toledo, celebrado en 633 y al que asistió Braulio, dictaminó que ningún sacerdote podría ser consagrado como obispo si no tenía treinta años cumplidos. Por estas razones, se afirma que Braulio ya era mayor de treinta años en 631.
En general, se considera probable su nacimiento en el año 585. Su infancia, adolescencia y años de estudio en Sevilla debieron ocuparle hasta los 35 años, fecha en que llegó a Zaragoza para ser arcediano de su hermano Juan, recién nombrado obispo cesaraugustano en 620. Al morir su hermano, en 631, le sucedió en la sede episcopal a los 46 años y permaneció en ella veinte más, hasta que falleció a los 66 años.

## Educación
En el siglo VII la enseñanza apenas existía. No quedaba rastro de las escuelas retóricas tardorromanas ni del pedagogo vagabundo que intentó suplir su ausencia. No se había desarrollado la educación monástica y todavía faltaba mucho tiempo para el advenimiento de la escuela catedralicia carolina.
Lo habitual en aquella época era que cada erudito formara su propia academia. El maestro solía ser un obispo y los alumnos eran candidatos a recibir el sacramento sacerdotal. Por esta razón este tipo de escuela se ha conocido con el nombre de «escuela episcopal» o «escuela familiar», ya que los estudiantes solían pertenecer a la familia del obispo.
Es probable que los primeros estudios de Braulio corriesen a cargo de su padre Gregorio y su hermano Juan. Más tarde debió padecer el rigor del régimen escolar episcopal, conviviendo con sus compañeros adolescentes en una habitación de la casa bajo la dirección de una persona considerada ejemplar y encargada de hacer observar la disciplina. Los casos de rebeldía se solucionaban enviando al infractor a un monasterio para conseguir su arrepentimiento y reforma.
Su enseñanza básica debió incluir el latín, la aritmética y la Biblia. Es conocido que su hermano Juan era una autoridad en el computus, cálculo que se utilizaba para determinar con exactitud las fechas en que debía celebrarse la Pascua y las fiestas dependientes de la misma.

### En Sevilla
Nadie niega que el joven Braulio viviera cerca de Isidoro de Sevilla durante algún tiempo. No se conoce cuándo viajó a Sevilla pero hay datos que permiten conjeturar tal fecha. Como se sabe que Braulio sugirió a Isidoro que escribiera las Etimologías y la primera parte de estas apareció en 620, los historiadores concluyen que se conocían y habían entablado amistad con anterioridad a ese año. Lynch considera que Braulio fue a Sevilla hacia 610. Pudo haber asistido con su padre, Gregorio de Osma, al Concilio provincial de Toledo celebrado dicho año y conocer allí a su futuro maestro.

## Obispo de Zaragoza
En 632 murió el obispo metropolitano de Tarraco, Eusebio, y el obispo Braulio de Zaragoza escribió al anciano obispo de Sevilla, Isidoro, para que intercediera al rey Sisenando para nombrar a metropolitano, ya que el nombramiento de obispos metropolitanos correspondía por costumbre al rey, a alguien ejemplar. Isidoro contestó a su amigo Braulio, pero le indicaba que el rey aún no había tomado una decisión al respecto. No mucho después el rey nombró a Audax.

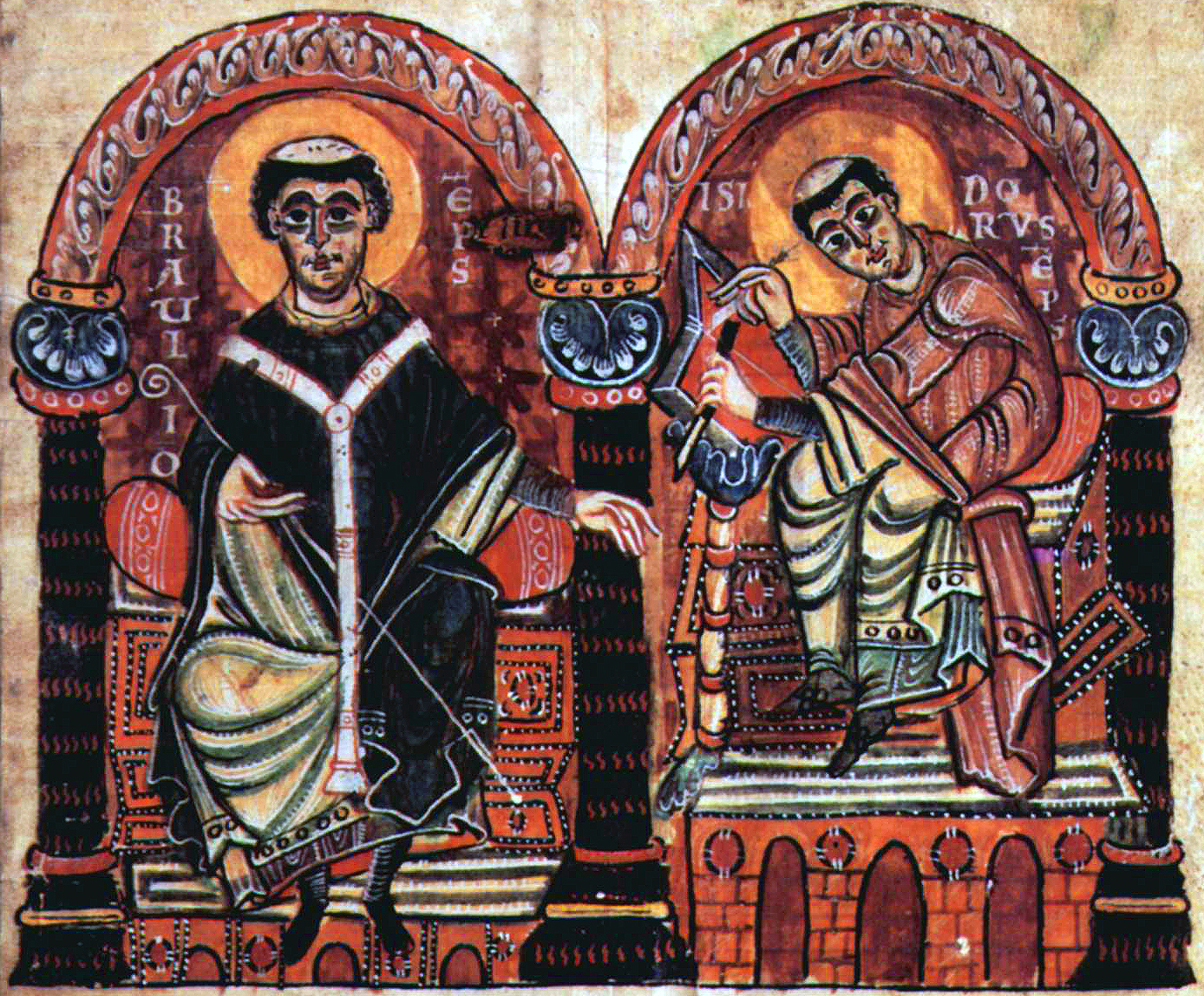
Braulio de Zaragoza e Isidoro de Sevilla en una miniatura otoniana del.

Mientras se desarrollaban las sesiones del VI Concilio de Toledo, llegó a la ciudad un diácono llamado Turnino con una carta del Papa Honorio I, escrita en el año 637 y que se ha perdido. En ella parece ser que el pontífice urgía a los obispos hispanos a mostrarse más enérgicos en la fe y demostrar más dureza para con los infieles (judíos). Seguramente, el Papa conocía la legislación de Sisebuto y aprobaba medidas de conversión por la fuerza; enterado de que los sucesivos reyes no habían proseguido la misma política decidió ejercer presión en favor de ella. Los obispos encargaron la respuesta a Braulio de Zaragoza; en ella, el prelado cesaraugustano reconocía la supremacía del Papa y su derecho a interesarse por la actividad de todas las Iglesias, pero alegaba que las propuestas del pontífice, que no conocemos en detalle, ya habían sido planteadas por Chintila, y que la coincidencia de pareceres debía ser obra de la divinidad; continuaba afirmando que los obispos hispanos no habían descuidado sus deberes pero que la lentitud en las conversiones no era debida a descuido o miedo, sino que la causa era que a los judíos debía convencérseles mediante una constante predicación, y por tanto no eran justas las críticas del papa, al que de pasada señalaba en error en una cita bíblica; para demostrar los hechos expuestos, Braulio remitía al papa copias de las actas del Concilio, y de los diez cánones dedicados a los judíos, del 57 al 66, en el IV Concilio toledano; Braulio aconsejaba al Papa no dejarse engañar por falsos rumores, y explicaba que los obispos hispanos no se habían dejado engañar por el rumor de que el papa autorizaba a los judíos conversos a volver a su religión, a la que Braulio califica como superstición, y exponía que ningún hombre, por grande que fuera su delito, debía ser castigado con penas tan severas como las que proponía el papa y, conociendo las leyes existentes en la Hispania visigoda, las propuestas del papa debían ser monstruosas hasta un extremo tal que los obispos en general y Braulio en especial se atrevían a desafiar al Pontífice y a poner en evidencia su falta de conciencia y conocimientos cristianos, pues tales castigos carecían de apoyo legal y moral, ni en los cánones ni en el Nuevo Testamento.
El problema de la sucesión real fue abordado el 648. En una carta suscrita por el obispo de Zaragoza y el obispo Eutropio, cuya sede se desconoce, que alegaban actuar en nombre de todo el clero y fieles de sus diócesis, y firmada también por un tal Celso que se presume que era el conde de la ciudad o el dux de la Tarraconense, los remitentes solicitaban al rey que asociase al trono a su hijo Recesvinto para descargar al padre de las cuestiones de la guerra, para lo que evocaban los peligros y ataques enemigos a los que el país había estado expuesto, y procediendo la carta de la Tarraconense se referiría sin duda a los vascones y a los exilados, y permitir el descanso del rey hasta que los ataques de los enemigos, vascones o exilados, hubiesen cesado. La idea de la asociación al trono y la sucesión hereditaria era contraria al canon setenta y cinco del VI Concilio toledano, que Braulio había firmado, por lo que hemos de suponer que la carta fue inspirada por el propio rey, quien se valdría de la gran autoridad moral de Braulio, quien unos años antes había osado enfrentarse al Papa y desobedecido ciertas normas conciliares, no se había atrevido en cambio a oponerse a una decisión real como el nombramiento de Eugenio para la sede toledana, y seguramente de Eutropio, y del poder militar de Celso, que al gobernar una ciudad fronteriza o una provincia sede de los principales ataques enemigos, vascones y exilados, debía controlar un ejército más numeroso de lo habitual y debía contar con el apoyo de los condes de la zona.
Murió en Zaragoza el año 651. Le sucedió como obispo de la ciudad Tajón, tal vez en el mes de marzo del 651, persona que al parecer no era muy del agrado de su antecesor.

## Epistolario
La obra más importante de Braulio es el Epistolario, uno de los documentos históricos más interesantes del periodo, de donde se obtiene la mayor parte de los datos sobre su vida y sus relaciones sociales. Esta colección está compuesta de cuarenta y cuatro epístolas, aunque las ocho primeras constituyen un bloque más o menos independiente que se transmite junto con las Etymologiae de Isidoro de Sevilla y que nos proporciona información sobre la relación de los dos eruditos y sobre la redacción y difusión de esta importante enciclopedia medieval. Los destinatarios de estas epístolas son otros obispos, como Eugenio II de Toledo, que había sido discípulo suyo en Cesaraugusta antes de su consagración episcopal, abades como Emiliano, valido además del rey Chindasvinto, así como este mismo monarca y su sucesor Recesvinto, o personalidades influyentes de la cultura y la intelectualidad hispanovisigoda, como Samuel Tajón o Fructuoso de Braga, además del papa Honorio I.